# سیمون ورگاسولا
سیمون ورگاسولا (انگلیسی: Simone Vergassola؛ زادهٔ ۲۴ ژانویهٔ ۱۹۷۶) بازیکن فوتبال اهل ایتالیا است.
از باشگاه‌هایی که در آن بازی کرده‌است می‌توان به باشگاه فوتبال سمپدوریا، باشگاه فوتبال تورینو، و باشگاه فوتبال روبور سیه‌نا اشاره کرد.